# Jean Jacques Engelenburg
 Jean Jacques Engelenburg (Diphoorn, 15 december 1880 – Groningen, 7 november 1956) was een Nederlandse burgemeester.

## Leven en werk
Engelenburg was een zoon van de burgemeester van Sleen, Lucas Engelenburg en van Maria Coenradina van der Lelij. Hij werd evenals zijn vader burgemeester. In 1914 werd Engelenburg jr. benoemd tot burgemeester van Zweeloo. In 1920 ruilde hij met de burgemeester van Anloo, Jan Hendrik Herman Römelingh, van standplaats: Engelenburg werd burgemeester van Anloo en Römelingh keerde terug naar zijn vorige gemeente Zweeloo. Jean Jacques Engelenburg was tot 1945 gedurende 25 jaar burgemeester van de gemeente Anloo, met een onderbreking van de laatste twee jaar van de Tweede Wereldoorlog, omdat hij in 1943 door de Duitse bezetter werd ontslagen.